# 글로벌리더십연수원
글로벌리더십연수원은 중소기업 리더에 대한 차별화된 역량 강화를 통해 급변하는 경영환경을 극복할 수 있는 글로벌 경쟁력을 갖출 수 있도록 지원하기 위하여 설립된 대한민국 중소기업청 산하 중소기업진흥공단 부설 연수기관으로 대한민국 정부에서 건립한 유일한 리더십전문기관이다. 강원도 태백시 구와우길 38-7 (황지동 산 173-3)에 소재하고 있다.

## 연혁
- 1999년 12월 탄광지역 폐광에 따른 태백시 경제활성화를 위한 대정부합의문에 연수원 건설 명시
- 2007년 5월 연수원 후보지로 태백시 선정
- 2011년 8월 개발계획 고시에 따른 실시계획 승인 (태백시청)
- 2012년 5월 건축허가 승인(태백시청) 공사 개시
- 2014년 9월 연수원 준공
- 2014년 10월 글로벌리더십연수원 개원[4]

## 주요 업무
- 성공한 글로벌CEO의 핵심사례를 통한 중소기업 글로벌 경쟁력 강화 프로그램 운영
- 각종 CEO클럽의 NEEDS에 특화된 프로그램 설계(워크숍 특화 프로그램 등)
- 기업의 문제점을 해결하는 연수  운영(조직갈등, 소통, 비전, 창의력 향상 등)
- 계층별 리더십연수 운영
- 태백의 사계절을 접목한 성찰프로그램 운영

## 같이 보기
- 호남연수원
- 대구경북연수원
- 부산경남연수원